# 鼠鲨
鼠鯊（學名：Lamna nasus），又名大西洋鯖鯊，是鼠鯊科的遠洋大型鯊魚。鼠鯊被認為是處於易危至滅絕的狀況，歐洲聯盟建議將鼠鯊列入聯合國的瀕臨絕種野生動植物國際貿易公約中。

## 分佈
鼠鯊分佈自北美洲東北部海岸（由新澤西州至格陵蘭）及非洲西北部海岸、摩洛哥或西撒哈拉及地中海，至冰島對出的海洋、挪威的北岸及俄羅斯的西北海岸。在南半球，鼠鯊亦環球分佈在緯度30°S-60°S的海域。
鼠鯊在世界自然保護聯盟瀕危物種紅色名錄中被列為易危。加拿大亦將鼠鯊列為瀕危動物。近年在英國海域的過份捕殺亦殺死了大批的鼠鯊。

## 棲息地
鼠鯊主要是遠洋的鯊魚，但亦可以在海岸找到。牠們一般生活在水溫5至10℃的冷水中，但亦有在低至1℃或高至23℃的地方生活。牠們出沒於海面至水深多於700米的地方。

## 解剖及外觀
鼠鯊最特別的地方是在背鰭上有一白汶。這使牠們與太平洋鼠鯊及大白鯊有所分別。尾鰭上有兩個龍骨，與太平洋鼠鯊相似。
鼠鯊的堅實及沉重的鯊魚，背部呈深藍色，腹部呈白色，鼻端呈錐形。鼠鯊可以生長至3.7米長，重160至250公斤。

## 行為
鼠鯊是最快速的鯊魚之一。牠們可以完全躍出水面。

## 飲食
鼠鯊是機會主義者，主要以硬骨魚為食，如鯖魚、鯡魚、帆蜥魚及刀魚。於阿拉斯加的鼠鯊會成群將鮭魚群趕至海灣並捕食，因此其英文亦有被稱為「Salmon Shark」。

## 生殖
鼠鯊是卵胎生的。妊娠期約8至9個月。每胎最多6頭幼鯊，一般的都是4頭，有時可能有7頭。幼鯊出生時長約60至80厘米。雌性鼠鯊在約12至13年會達至性成熟，雄性則要7至8年。

## 保育狀況
其被列為《瀕危野生動植物種國際貿易公約》附錄二的物種，被限制出口及貿易。

## 註腳
1. ↑   (新闻稿). IUCN. 2007-02-22  [2007-02-25]. （原始内容存档于2008-07-06）.

## 外部連結
- Richard Ellis porbeagle page （页面存档备份，存于）
- New brunswick net porbeagle page （页面存档备份，存于）
- Florida museum of natural history porbeagle page
- Canadian Shark research laboratory （页面存档备份，存于）
- Capt. Toms guide to New England sharks
- Mediterranean Shark site